# Niall Ferguson
Sir Niall Ferguson (Glasgow, 18 aprile 1964) è uno storico, economista, saggista e giornalista britannico.

## Biografia
Ferguson ha studiato storia al Magdalen College dell'Università di Oxford, dove, a partire dal 1982, ha iniziato a sostenere posizioni thatcheriste, identificandosi con la posizione del gruppo punk dei Sex Pistols del 1977: "una ribellione contro il soffocante corporativismo degli anni Settanta" imperante nella Gran Bretagna di allora, stretta in una morsa di stagflazione e scioperi selvaggi. Si è laureato nel 1985 ed ha ottenuto un dottorato nel 1989 con una tesi su "Business and Politics in the German Inflation: Hamburg 1914–1924".
Specializzato in storia economica e finanziaria, Ferguson è professore di storia moderna all'Università Harvard. È noto soprattutto per i suoi studi su colonialismo e imperialismo. Collabora con numerose testate giornalistiche - i suoi articoli sono stati tradotti spesso in Italia sul Corriere della Sera e Il Sole 24 Ore - e si definisce sostenitore del metodo della storia controfattuale.
Il suo libro The Pity of War del 1998 (tradotto in Italia dapprima col titolo La verità taciuta, e poi con Il grido dei morti) si propone di sfatare 10 "grandi miti" sulla prima guerra mondiale. L'opera ha generato molte controversie, a causa della tesi di Ferguson secondo cui sarebbe stato meglio per l'Europa se la Gran Bretagna fosse rimasta neutrale, ovvero se avesse lasciato la Germania guglielmina vincere il conflitto e dominare il Vecchio Continente.
Ferguson si è dichiarato critico dell'"auto-flagellazione" dell'Occidente per i torti del colonialismo che caratterizza in larga parte il pensiero Europeo moderno. A causa di ciò, è stato tacciato da molti accademici, tra cui lo storico marxista Eric Hobsbawm - che pure lo lodò come eccellente storico - come "nostalgico" e fautore di un tentativo di "riabilitare l'Impero".
Nel 2009 Ferguson si è scontrato con il premio Nobel per l'economia Paul Krugman sulla politica economica e monetaria di Barack Obama; l'economista neo-keynesiano Krugman l'ha accusato di "riesumare fallacie vecchie di 75 anni". La loro aspra disputa - che spazia da Keynes all'insolvibilità futura del Welfare State, dall'indebitamento gigantesco degli USA alla politica del Quantitative easing della Federal Reserve - perdura tuttora. Ferguson non ha mancato di redigere una lista delle previsioni economiche errate di Krugman: ad esempio, la fine dell'Euro, vaticinata nel 2010.
Ferguson ha sostenuto le campagne elettorali dei candidati Repubblicani alla Presidenza degli Stati Uniti d'America: nel 2008 come consigliere di John McCain e nel 2012 con l'appoggio dichiarato a Mitt Romney, entrambi sconfitti da Barack Obama.
Ferguson è stato sposato dal 1987 al 2011 con Susan Douglas, da cui ha avuto 3 figli. Nel 2011 sposa Ayaan Hirsi Ali, famosa attivista per i diritti umani somalo-olandese, dalla quale ha due figli. Nel 2024 sono battezzati tutti e quattro nella Chiesa anglicana.
Nel 2015 ha pubblicato il primo volume della biografia di Henry Kissinger, l'ex Segretario di Stato e Consigliere per la sicurezza nazionale USA delle Amministrazioni di Richard Nixon e Gerald Ford, dal quale ha ottenuto nel 2003 il permesso di consultare diari, lettere e archivi personali. Ha altresì condotto un'intervista-documentario televisiva a Kissinger nel 2011, per la quale è stato premiato.
Il commediografo Alan Bennett si è ispirato a Niall Ferguson per il personaggio del professore di Storia (Irwin) nella sua commedia "History Boys" (2004), poi divenuta un film (2006). Tale personaggio, ricalcato appunto su Ferguson, sollecita e pungola i propri allievi ad applicare in particolare il ragionamento controfattuale e a descrivere ogni aspetto controintuitivo per qualsiasi argomento trattato (ad es. storia, cultura alta o bassa, tragedie della vita, concetto di istruzione, ecc.).

## Opere
- Paper and Iron: Hamburg Business and German Politics in the Era of Inflation, 1897–1927, Cambridge University Press, 1995. ISBN 0-521-47016-1
- The World's Banker: the history of the House of Rothschild, Weidenfeld & Nicolson, 1998. ISBN 0-297-81539-3
- Virtual History: Alternatives and Counterfactuals, Macmillan, 1997. ISBN 0-330-41303-1
- The Pity of War: Explaining World War I, Allen Lane/Penguin Press, 1998, ISBN 0-14-027523-1, tradotto da S. Mancini, La Verità Taciuta. La prima guerra mondiale: il più grande errore della storia moderna, Collana Storica, Corbaccio, 2002 ISBN 88-7972-404-5, poi trad. da A. Piccato, Il Grido dei Morti. La Prima Guerra Mondiale: il più atroce conflitto di ogni tempo, Collana Le Scie. Nuova Serie, Mondadori, Milano, 2014. ISBN 978-88-04-63834-6
- The Cash Nexus: Money and Power in the Modern World, 1700-2000, Allen Lane/Penguin Press, 2001. ISBN 0-465-02325-8 trad. da M. Taborelli, Soldi e Potere nel Mondo Moderno. 1700-2000, Collana Saggi, Ponte alle Grazie, 2001. ISBN 88-7928-548-3
- Colossus: The Rise and Fall of The American Empire, Allen Lane/Penguin Press, 2004. ISBN 1-59420-013-0, trad. da V. Pecchiar, Colossus. Ascesa e Declino dell'Impero Americano, Collana Saggi, Mondadori, Milano, 2006. ISBN 88-04-55341-3
- Empire: How Britain Made the Modern World, Allen Lane/Penguin Press, 2003. ISBN 0-7139-9615-3, trad. da A. L. Zazo, Impero. Come la Gran Bretagna ha fatto il Mondo Moderno, Collana Storia n. 509, Oscar Mondadori, Milano, 2009. ISBN 88-04-58947-7
- 1914: Why the World went to War, Penguin Books, 2005 estratto da The Pity of War, ISBN 0-14-027523-1
- The War of the World: History's Age of Hatred, Allen Lane, 2006. ISBN 0-7139-9708-7 trad. da D. Laddomada, Ventesimo Secolo, l'Età della Violenza. Una nuova interpretazione del Novecento, Collana Storia, Mondadori, Milano, 2008. ISBN 978-88-04-58394-3 , La guerra del mondo. Novecento, il secolo della violenza, Collana Oscar, Mondadori, Milano, 2016
- The Ascent of Money: A Financial History of the World, Penguin Press, 2008. ISBN 978-1-59420-192-9, trad. da P. Canton, Ascesa e Declino del Denaro. Una Storia Finanziaria del Mondo, Collana Storia, Mondadori, Milano, 2009. ISBN 978-88-04-59471-0
- High Financier: The Lives and Time of Siegmund Warburg, Penguin Press, 2010
- Il XXI Secolo appartiene alla Cina? Conversazione sul futuro del Mondo, con Henry Kissinger e Fareed Zakaria, Collana Frecce, Mondadori, Milano, 2012 ISBN 978-88-04-62243-7
- Civilization. The West and the rest, Penguin Press, 2011. ISBN 978-1-101-54802-8, trad. da A. Piccato, Occidente: Ascesa e Crisi di una Civiltà, Collana Le Scie, Mondadori, Milano, 2012. ISBN 978-88-04-62527-8
- Always right, Kindle edition, 16 aprile 2013 (sull'eredità storica di Margaret Thatcher)
- The Great degeneration: how institutions decay and economies die, Penguin Books, 2013. ISBN 978-1-59420-545-3, trad. da C. Lazzari, Il Grande Declino. Come crollano le Istituzioni e muoiono le Economie, Collana Saggi, Mondadori, Milano, 2013. ISBN 978-88-04-63110-1
- (EN) Kissinger. The Idealist, 1923-1968, Penguin Press, 2015,  p. 1008, ISBN 978-1-59420-653-5. (primo volume di due previsti)
- La piazza e la torre. Le reti, le gerarchie e la lotta per il potere. Una storia globale (The Square and the Tower: Networks, Hierarchies and the Struggle for Global Power, 2017), Collezione Le Scie, Milano, Mondadori, 2018, ISBN 978-88-046-8188-5.
- Catastrofi. Lezioni di storia per l'Occidente (Doom: The Politics of Catastrophe, 2021), traduzione di Aldo Piccato e Gabriella Tonoli, Collezione Le Scie. Nuova serie stranieri, Roma, Mondadori, 2021, ISBN 978-88-047-4260-9.